# Wapen van Jabeek

Wapen van Jabeek

Het wapen van Jabeek werd op 9 mei 1889 verleend door de Hoge Raad van Adel aan de Limburgse gemeente Jabeek. Per 1982 ging Jabeek op in gemeente Onderbanken. Het gemeentewapen kwam daardoor te vervallen. Het slangenkopkruis is terug te vinden op het wapen van Onderbanken.

## Blazoenering
De blazoenering van het wapen luidde als volgt:
Gedeeld; rechts in keel een slangenkruis van zilver met een hartschild van zilver, beladen met drie koeken van keel, geplaatst twee en een; links in goud de H.Gertrudis van Nivelles, het hoofd omgeven door een nimbus, dragende het gewaad van abdis van sabel, aangezicht en handen van natuurlijke kleur, houdend in de linkerhand een kromstaf van goud, waartegen achter elkander opklimmen drie muisjes van zilver, de kromming van den staf van sabel. Het geheel omgeven door het randschrift ""Gemeentebestuur van Jabeek"".
De heraldische kleuren zijn keel (rood), zilver (wit), goud (goud of geel) en sabel (zwart). 

## Geschiedenis
Het slangenkopkruis komt uit het wapen van de familie Huyn van Amstenrade. Dit wapen komt in meerdere (voormalige) gemeentewapens voor. De heilige Gertrudis is de plaatselijke parochieheilige.

## Verwante wapens

Het wapen van Onderbanken, eveneens met het familiewapen van Huyn van Amstenrade
Het wapen van Amstenrade, idem
Het wapen van Bingelrade, idem
Het wapen van Brunssum, idem
Het wapen van Geleen, idem
Het wapen van Merkelbeek, idem
Het wapen van Oirsbeek, idem
Het wapen van Schinnen, idem
Het wapen van Schinveld, idem
Het wapen van Spaubeek, idem

Ambt Montfort
· Amby
· Amstenrade
· Arcen en Velden
· Baexem
· Beegden
· Beek
· Belfeld
· Bemelen
· Berg en Terblijt
· Bingelrade
· Bocholtz
· Borgharen
· Born
· Broekhuizen
· Broeksittard 
· Buggenum
· Bunde
· Cadier en Keer
· Echt 
· Eijsden
· Elsloo
· Eygelshoven
· Geleen
· Gennep
· Geulle
· Grathem
· Grevenbicht
· Gronsveld
· Grubbenvorst
· Gulpen 
· Haelen
· Heel
· Heel en Panheel
· Heer
· Helden
· Herten
· Heythuysen
· Hoensbroek
· Horn
· Horst
· Houthem
· Hulsberg
· Hunsel
· Itteren
· Jabeek
· Kessel
· Klimmen
· Limbricht
· Linne
· Maasbracht
· Maasbree
· Maasniel
· Margraten
· Meerlo
· Meerlo-Wanssum
· Meerssen
· Meijel
· Melick en Herkenbosch
· Merkelbeek
· Mheer
· Montfort
· Munstergeleen
· Neer
· Neeritter
· Nieuwenhagen
· Nieuwstadt
· Noorbeek
· Nuth
· Onderbanken
· Obbicht en Papenhoven
· Ohé en Laak
· Oirsbeek
· Ottersum
· Oud-Valkenburg
· Oud-Vroenhoven
· Posterholt
· Roggel
· Roggel en Neer
· Roosteren
· Schaesberg
· Schimmert
· Schinnen
· Schinveld
· Sevenum
· Simpelveld
· Sint Geertruid
· Sint Odiliënberg
· Sint Pieter
· Sittard
· Slenaken
· Spaubeek
· Stramproy
· Stevensweert
· Susteren
· Swalmen
· Tegelen
· Thorn
· Ubach over Worms
· Ulestraten
· Urmond
· Valkenburg
· Vlodrop
· Wanssum
· Wessem
· Wijlre
· Wijnandsrade
· Wittem